# 罗米伊
罗米伊（法語：Romilly，法語發音：[ʁɔmiji]）是法国卢瓦-谢尔省的一个市镇，属于旺多姆区。该市镇总面积14.9平方公里，2009年时的人口为147人。

## 人口
罗米伊人口变化图示